# Cemil Şanlı
Cemil Şanlı est un journaliste et vidéaste français né le 17 juin 1987 à Épinal dans les Vosges.

## Biographie

### Enfance, formation et débuts
Aîné des sept enfants d’une mère française et d’un père ouvrier immigré turc, Cemil Şanlı naît le 17 juin 1987 à Épinal.
En 2017, il crée sa chaîne YouTube pour laquelle il réalise des vidéos de vulgarisation de l'actualité politique pendant la période Nuit debout et la campagne pour l'élection présidentielle française de 2017, puis des reportages de terrain notamment durant le mouvement des Gilets jaunes.
En 2018, il collabore avec le comédien Nicolas Meyrieux pour aborder le sujet de l'évasion fiscale dans un épisode vidéo de la web-série La Barbe, diffusée notamment sur France TV info. L'année suivante on le voit régulièrement sur le plateau du JTerre, aux côtés d'autres youtubeurs et vidéastes tels que Vincent Verzat, Félicien Bogaerts, Usul, etc. Il rejoint la rédaction du Média TV en 2021.
En mars 2022, lors d’une conférence des Carrefours de la pensée pour l'université du Mans (Le Mans Université), il dit « jouir d’un BEP (brevet d'études professionnelles) en comptabilité et gestion des entreprises » et explique son parcours. Il dénonce les journalistes se pensant « objectifs et rationnels » et se définit, en miroir, comme « un journaliste militant » car « conscient de sa subjectivité ».

### Parcours

#### Dans les médias
En 2019, il participe à la série documentaire Youtubeurs, les risques du métiers,, produite par FranceTV Slash, où sont questionnés les aspects peu connus de ce nouveau métier,. En novembre, en marge du Black Friday, Télérama partage sa chronique vidéo tournée dans les rues commerçantes de Genève et qui vient critiquer ce rendez-vous commercial.
En juillet de la même année, Télérama fait écho à son travail et plus précisément à une vidéo où il parle de neutralité du Net et de dépendance à la pub sur la plateforme YouTube Un média pas comme les autres. En septembre, Reporterre écrit sur son reportage vidéo consacré à la construction écologique (bois, terre, paille) dans le vieux Lyon.
En mars 2023, dans le contexte des mobilisations contre la réforme des retraites, le média en ligne L'ADN le décrit comme une des cinq personnalités à suivre et une des dix personnalités les plus influentes sur Twitter.

#### Comme journaliste
D’abord autodidacte et autoproduit pendant plusieurs années, Cemil Şanlı aborde des sujets variés touchant à la politique française, aux luttes sociales, à l'écologie, à l'actualité et aux questions de société. 
Durant le mouvement des Gilets jaunes, de 2018 à 2019, principalement sur sa chaîne YouTube, il produit de nombreux reportages et entretiens, notamment à Lyon, Paris et Marseille. Puis, en 2020, il documente la contestation sociale de la loi Sécurité globale à Paris.
Dès l'été 2021, il assure des chroniques éditoriales pour Le Média, dont il rejoint ensuite la rédaction en tant que journaliste. Il y réalise des reportages, des entretiens politiques et assure l’animation d’émissions en direct.
Pour Le Média, il couvre activement la période de contestation sociale face à la réforme des retraites en 2023, avec de nombreux reportages vidéos en manifestation, auprès des éboueurs parisiens ou encore des raffineurs français et belges. Pour Mediapart, il filme les arrestations policières, qualifiées d'abusives par le média en ligne, du 19 mars 2023 dans le centre de Paris.
En avril 2024, les médias Off-investigation et Arrêt sur images enquêtent sur les conséquences des questions posées par certains journalistes à la porte-parole du gouvernement lors des comptes-rendus du Conseil des ministres à l'Elysée. Ils soutiennent que Cemil Şanlı fait partie des journalistes que « le pouvoir macroniste » entrave dans le libre exercice de leur métier,.
En novembre 2024, Cemil Şanlı quitte Le Média pour redevenir journaliste indépendant (pigiste) et tenir dans ce cadre une chronique dans l'émission mensuelle de L'Humanité, Ça ira !, sur Twitch.

## Affaires et plaintes
Le 23 mars 2019, il est blessé à la tempe droite par un projectile tiré par la police lors d'une manifestation de Gilets jaunes place Bellecour à Lyon.
En décembre 2020, lors d'une manifestation contre la loi sécurité globale à Annecy, il reçoit deux contraventions pour « non-port du masque » et « manifestation interdite », mais déclare n'avoir à aucun moment rencontré d'agent de police lui notifiant ces infractions, qu'il conteste. Il dénonce une répression à travers des abus de contraventions,.
En août 2021, une vidéo le montrant touché à la tête par un projectile policier lors d’une manifestation nantaise contre le pass sanitaire est très partagée sur internet. Libération, via CheckNews, publie une enquête reprenant les vidéos et éléments disponibles sur internet. Souffrant d'un traumatisme crânien, il obtient 45 jours d'incapacité totale de travail. Une plainte déposée auprès de l’IGPN pour « violences volontaires par personne dépositaire de l’autorité publique »,, défendue par l'avocat Arié Alimi, est classée sans suite un an plus tard.
Le 2 mars 2023, il reçoit une menace de mort manuscrite à son domicile parisien à la suite de la couverture médiatique de la fusillade touchant la communauté kurde à Paris en décembre 2022. Il obtient le soutien du Comité pour la protection des journalistes (CPJ) et du Syndicat national des journalistes CGT (SNJ CGT) qui feront réagir la Représentation permanente de la France auprès du Conseil de l'Europe.

## Ouvrages
- Générations[35], La Relève et la Peste, novembre 2021, coécrit avec notamment Camille Etienne, Hugo Viel et Marie Bongars.